# Археологическое наследие долины Ленггонг
Долина Ленггонг (малайск. Lembah Lenggong) — район полуостровной Малайзии (штат Перак), включённый в список Всемирного наследия ЮНЕСКО (с 2012 года). На территории долины Ленггонг сосредоточен ряд археологических объектов, находки на которых — самые старые из связанных с человеческой деятельностью за пределами Африки — представляют период в более чем 1,8 млн лет, включающий палеолит, неолит, бронзовый и железный век.

## География
Долина Ленггонг расположена в северо-западной части малайзийского штата Перак. Площадь долины составляет около 1787 га. Долина, образовавшаяся 1,83 млн лет назад в результате падения метеорита, изменившего течение реки Перак, в основном покрыта джунглями. В долине располагается небольшой город Ленггонг, а юго-восточнее города — деревня Кота-Тампан, где размещён Археологический музей Ленггонга. Долину Ленггонг соединяет со столицей Малайзии Куала-Лумпуром автобусное сообщение, в середине 2010-х годов ежедневно совершались два регулярных рейса.

## Культурное значение
В долине Ленггонг выделяются четыре блока археологических объектов. Вдоль реки Перак расположены пещеры и карьеры с остатками древних каменных орудий. На территории археологического объекта Букит-Бунух, наиболее древнего из сохранившихся, обнаружены древнейшие каменные рубила за пределами Африки. Датировка этих орудий позволила отодвинуть далеко в прошлое предполагаемое время выхода гоминин из Африки.
Многочисленные каменные орудия разных видов обнаружены на территории объекта Кота-Тампан, покинутого около 70 тысяч лет назад, предположительно, после экологической катастрофы, вызванной извержением вулкана Тоба. Другие россыпи каменных орудий и отходов их производства найдены на берегах котловины древнего озера и старого речного русла в Букит-Яве (200—100 тысяч лет назад), Букит-Бунухе (40 тысяч лет назад) и Гуа-Харимау (1000 лет назад). Многочисленность находок указывает на существование в регионе в эти периоды достаточно большого полуоседлого сообщества.
Большую ценность представляют также ритуальные захоронения, самое известное из которых — так называемого Перакского человека — найдено в пещере Гуа-Гунунг-Рунтух. Перакский человек, возраст костей которого с помощью радиоуглеродного анализа оценен в 10 120 лет, относился к веддо-австралоидной расе. Это наиболее древний известный полный скелет в Юго-Восточной Азии, а также единственный известный с диагностированной генетической деформацией — укороченной средней пальцевой фалангой (брахимезофалангия типа A2). Тело захоронено в позе эмбриона, вместе с ним в захоронении обнаружена коллекция предметов, позволившая предположить, что при жизни покойный был шаманом. Другие ритуальные захоронения найдены в 3 из 20 пещер в массивном карстовом выходе Букит-Кепала-Каях. Анфилада из четырёх сообщающихся пещер Гуа-Каянг, Гуа-Асар, Гуа-Нгаум и Гуа-Путери, как предполагается, служила людям палеолитической эпохи жильём.

## Состояние объекта
На протяжении длительного времени территория долины Ленггонг представляла собой плодородный регион, удобный для обитания первобытного человека. Археологические находки на этой территории многочисленны и хорошо сохранились благодаря малолюдности в исторический период, однако в новейшее время в долине увеличивается число сельскохозяйственных плантаций, что ставит археологические памятники под угрозу.
В 2012 году ЮНЕСКО присвоила долине Ленггонг статус объекта Всемирного наследия. Охрану основных археологических объектов в долине Ленггонг призван обеспечивать ряд национальных законов Малайзии, принятых в период с 1965 по 2005 год, регулирующих порядок хозяйственных работ на таких территориях. Государство не развивает туристическую индустрию в этом районе, а отсутствие реального ухода и усилий по консервации объектов, а также периодический вандализм в форме граффити ведут к их постепенному разрушению, в связи с чем долина Ленггонг может быть лишена статуса объекта Всемирного наследия.